# Beleg van Burriana
Het Beleg van Burriana was een slag die plaatsvonden tijdens de verovering van Valencia door koning Jacobus I van Aragón. Burriana was een belangrijke moslimstad, de hoofdstad van La Plana, Valencia. Het stond bekend als de "groene stad". De stad werd twee maanden belegerd en viel uiteindelijk in juli 1233 onder de troepen van Aragón.

## Context
In 1229 was de stad Valencia, bij de moslims bekend als Balansiya, in handen van de strijdkrachten onder het commando van Zayyan ibn Mardanish, een lokale leider die tegen de Almohaden was. Bij het veroveren van die stad onttroonde hij Zayd Abu Zayd, die vervolgens naar het koninkrijk Aragón vluchtte. Jacobus I van Aragón gebruikte dit als een casus belli om in te grijpen in de islamitische burgeroorlog aan de kant van de Almohaden, maar in werkelijkheid was het een voorwendsel om zijn eigen grondgebied uit te breiden.
Twee Aragonese ridders, Hugo van Follalquer, grootmeester van de hospitaalridders, en Blas van Aragón, die net waren teruggekeerd uit een periode van ballingschap in Valencia, ontmoetten Jacobus I in Alcañiz. Ze vertelden verhalen over de welvaart van het moslimkoninkrijk en moedigden de koning aan om het in 1233 te veroveren.

## Gevolgen
Nadat ze Burriana hadden ingenomen, bleven de kastelen in het noorden een voor een in handen van Aragonezen vallen; Peníscola, Castelló de la Plana, Borriol, Cuevas de Vinromá en Villafamés. Drie jaar later bezegelde de beslissende Slag bij de Puig de Santa Maria de verovering in 1236.